# Matthias Hansen
Matthias Hansen (* 10. Juni 1892 in Hadersleben; † 5. Dezember 1987 ebenda) war ein deutscher Tabakfabrikant und geschäftsführender Vorsitzender der Dachorganisation der deutschen Minderheit in Dänemark.

## Leben
Abgesehen von seiner Studienzeit und der Zeit des Ersten Weltkrieges, den er als Offizier mitmachte, lebte und wohnte Matthias Hansen bis zu seinem Tod im Jahr 1987 in Hadersleben. Nach der Rückkehr aus dem Kriegsdienst übernahm er die väterliche Tabakfabrik, die viele Jahre zu den bedeutenden Unternehmen der Stadt gehörte.
Matthias Hansen war 1945 bis 1947 geschäftsführender Vorsitzender des Bundes Deutscher Nordschleswiger, der 1945 nach Ende des Zweiten Weltkrieges Dachorganisation der deutschen Minderheit in Dänemark war. Er war einer der Väter der Loyalitätserklärung des Haderslebener Kreises gegenüber dem dänischen Volk und dem dänischen Königshaus. Dies bedeutete eine Abkehr von der bis zum Ende des Zweiten Weltkrieges erhobenen Grenzrevisionsforderung der deutschen Minderheit und war damit langfristig eine Voraussetzung für die Aussöhnung und den Normalisierungsprozess zwischen dem dänischen und deutschen Bevölkerungsteil in Dänemark. Als Vorsitzender des damaligen Presseausschusses legte er den Grundstein für die Wochenzeitung Der Nordschleswiger, die am 1. Februar 1946 als erste freie deutsche Zeitung in Europa herauskam und erst 1951 als Tageszeitung erscheinen konnte. Nach Gründung des Deutschen Pressevereins wurde Matthias Hansen erster Vorsitzender dieses Verbandes, ein Amt, das er bis 1964 innehatte.

## Ehrungen
- Bundesverdienstkreuz 1. Klasse